# Kannassaari (ö i Södra Savolax, Nyslott, lat 61,95, long 29,33)
Kannassaari är en halvö i Finland. Den ligger i sjön Puruvesi och i kommunen Nyslott i  landskapet Södra Savolax, i den sydöstra delen av landet, 300 km nordost om huvudstaden Helsingfors.